# TAKESHI
TAKESHI（たけし、9月21日生まれ）は、愛媛県出身の作詞家、作曲家、編曲家、音楽プロデューサー。血液型はAB型。

## 略歴
高校卒業後、愛媛より上京、デビューしたバンドの楽曲が音楽関係者の目に止まり、嵐の両A面2ndシングル「HORIZON」（2000年4月5日発売『SUNRISE日本／HORIZON』 ・第31回 『全国高等学校バレーボール選抜優勝大会』イメージソング ）で作詞家デビュー。その後、作詞家・作曲家・編曲家としてTOKIO、嵐、タッキー&翼、関ジャニ∞、加藤和樹など数々の歌手に楽曲を提供。2016年に韓国での音楽プロデュースが認められ「大韓民国文化芸能大賞」を受賞。バンドでは「TAKESHI & ketchup stampers」、ソロでは「TAKESHI et Rendez-vous」としてLIVEを中心に活動。愛用していたギターが、元ゲス・フーのランディ・バックマンが1976年に盗難で紛失したものであったことが判明する体験をし、2022年10月10日にテレビ朝日『激レアさんを連れてきた。』に出演した。

## 主な提供作品
- 近藤真彦
  - 目覚めろ!野性 （作詞）
    - テレビ東京系アニメ『NARUTO-ナルト-疾風伝』エンディングテーマ
- TOKIO
  - Dream & Breeze（作詞）
  - Stardust Lover Orchestra（作詞/作曲/編曲）
  - indicator（作詞/作曲/編曲）
  - Sweet Sick Honey （作詞/作曲/編曲）
  - do! do! do! （作詞/作曲/編曲）
    - 『Xbox 360』CMソング

  - Get Your Dream （作詞）
    - TBS系『サッカーワールドカップ ドイツ大会』イメージソング

  - Love is here （作詞）
  - LOOP〜愛しい日々のメロディー 〜（作詞/作曲）
  - 花唄（作詞）
    - 日本テレビ系テレビドラマ『ナースマン』主題歌

  - Booster （作詞）
  - FOR YOU（作詞）
  - Humming bird（作詞）
- 嵐
  - HORIZON（作詞）
    - フジテレビ系『第31回春の高校バレー』イメージソング
    - 森永乳業「エスキモーpino」CMソング

  - DANGAN-LINER（作詞）
  - ココロチラリ（作詞）
    - 嵐出演 日本マクドナルド「オイシサの嵐キャンペーン」CMソング

  - アレルギー（作詞）
  - 身長差のない恋人 （作詞）
  - パレット（作詞）
  - 言葉より大切なもの（作詞）
    - 二宮和也主演 TBS系金曜ドラマ『Stand Up!!』主題歌

  - Thank you for my days（作詞）
  - チェックのマフラー（作詞）
- タッキー&翼
  - HIMEGOTO （作詞/作曲/編曲）
  - Crazy Rainbow （作詞）
    - フジテレビ系アニメ『ONE PIECE』オープニングテーマ

  - 愛シタガリ （作詞）
  - トレモロ （作詞）
  - Romantic （作詞）
  - 愛してるぜ!!(T&T) （作詞/作曲/編曲）
- 滝沢秀明
  - 恋よ （作詞）
  - Tell me it's Love （作詞）
  - きまぐれJET （作詞/作曲）
- 今井翼
  - Shiny Tune （作詞）
  - 優しいだけのハーモニー （作詞/編曲）
  - 濡れてRainy day （作詞）
  - かすみ雲 （作詞/編曲）
  - そうだね （作詞）
- 関ジャニ∞
  - my store〜可能性を秘めた男たち〜（作曲）
  - Cannonball（作詞）
  - キング オブ 男!（作曲）
    - 映画『土竜の唄』主題歌

  - 朝焼けの太陽（作詞/作曲）
  - ロイヤルミルクストーリー（作詞）
  - へそ曲がり（作詞/作曲）
    - テレビ朝日系ドラマ『お天気お姉さん』主題歌

  - おんぼろStory（作詞/作曲）
  - Merry Go Round（作詞/作曲）
  - ツブサニコイ（作詞）
    - フジテレビ系月9ドラマ『全開ガール』エンディングテーマ

  - 七色パラメータ（作詞）
  - Baby Moonlight（作詞/作曲/編曲）
  - はにかみオブリガード（作詞）
  - イエローパンジーストリート（作詞/作曲/編曲）
    - 映画『クレヨンしんちゃん 嵐を呼ぶ黄金のスパイ大作戦』主題歌

  - ほろりメロディー（作詞/作曲/編曲）
  - Jackhammer（作詞/作曲/編曲）
  - 浮世踊リビト（作詞/作曲/編曲）
  - 君の歌をうたう（作詞/作曲/編曲）
  - 急☆上☆Show!!（作詞/作曲/編曲）
  - 情熱PARTY（作詞/作曲/編曲）
  - fuka-fuka Love the Earth （作詞/作曲）
    - 日本テレビ系『ECO番組』イメージソング

  - Dive （作詞/編曲）
  - 口笛の向こう （作詞/作曲/編曲）
  - Cool magic city （作詞）
  - OPEN YOUR EYES （作詞）
  - Heavenly Psycho（作詞）
  - 青い空 （作曲/編曲）
  - ∞ o'clock（作曲/編曲）
  - 明日 （編曲）
  - マーメイド （作詞）
  - All of me for you（作詞）
  - レクイエム￣宇宙の記憶（作詞）
  - Fools Day（作詞）
  - Name of love（作詞）
- 渋谷すばる
  - DICE CRAZY GAME（作詞/作曲/編曲）
- V.WEST
  - Answer（作詞/作曲）

- KAT-TUN
  - MY ANGEL YOU ARE ANGEL（作詞）
  - ツキノミチ（作詞）
    - 『金田一少年の事件簿 吸血鬼伝説殺人事件』エンディングテーマ
- A.B.C-Z
  - Crazy Accel（作詞）
- Ya-Ya-yah
  - Singin' for you（作詞）
- Question?
  - Bitter-ender（作詞）
  - Precious Memory（作詞）
- 舞闘冠
  - C＝Normal（作詞）
- ジャニーズJr.
  - Tulurira（作詞/作曲）
  - U-wa U-wa（作詞）
  - ゼニゲッチューの歌（作詞）
    - ドラマ『ゼニゲッチュー‼︎』主題歌

- マックル
  - たべまショータイム （作詞/作曲）
  - Vitamin （作詞/作曲）
- 加藤和樹
  - Carnation （作詞/作曲/編曲）
  - Shake!! Shake!! Shake!! （作詞/作曲/編曲）
  - Vampire （作詞）
  - WARNING （作詞/作曲/編曲）
  - 東京ダイアモンド （編曲）
- 推定少女
  - Chewing Girl （作詞）
  - e t c. （作詞）
  - Channel （作詞）
- COON
  - ハピネス　（作詞）
- 大河元気
  - JUST ONE　（作曲/編曲）
- 入野自由
  - Baby Rockin Now!!（作詞）
  - Bing Bing Knight（作詞）
  - 不埒なセッション（作詞）
  - 流星のキミへ（作詞/作曲）
- トラフィックライト。
  - Traffic Jam （作詞）
- *ChocoLate Bomb!!
  - Spare Key（作詞/作曲/編曲）　
  - JUICY BEAT～情熱は止まらない～（作詞/作曲/編曲)
- 甘党男子
  - ティラミス（作詞/作曲）
  - カヌレ（作詞/作曲）
- 放課後プリンセス
  - ふるてんLOVE＆ROLL(作詞)